# Monica Geller
Monica E. Geller Bing az eredetileg 1994 és 2004 között sugárzott Jóbarátok című szituációs komédia egyik szereplője. Szerepét Courteney Cox játszotta.
|  | Alább a cselekmény részletei következnek! |

## Történet
Monica a sokak által jól ismert Jóbarátok sorozat Ross Gellerének húga. Még akkor találkozott Chandler Binggel, mikor Ross és Chandler főiskolára jártak; Monica és Chandler a negyedik évadban, Ross londoni esküvője idején találtak egymásra, majd a hetedik évadban kötötték össze életüket. Monica lakótársa régebben Phoebe Buffay volt, aki gyakorlatilag már a sorozat kezdete előtt kiköltözött, attól tartva, hogy megromlik Monica-val való barátsága, Monica egyre növekvő rendmániája miatt. Monica következő lakótársa a gimnáziumi (Lincoln High School) legjobb barátnője, Rachel Green volt, aki a sorozat legelső epizódjában került a csapatba, és költözött Monica-hoz, miután az oltárnál hagyta vőlegényét, Barry Farbert. Monica akkor találkozott először Joey Tribbianival, mikor a szemközti lakásban élő Chandler új lakótársat keresve egy szerencsétlen véletlen folytán Joey-t választotta.
Monica tyúkanyótermészete az idő haladtával hamar nyilvánvalóvá válik: mindenről és mindenkiről gondoskodni akar, figyel barátaira, a főzés oroszlánrészét is vállalja – többek között minden év hálaadásakor – külön figyelmet fordítva mindenki egyéni ízlésére. Szenvedélyes természetének szintén része az állandó versengési mánia is, legfőképpen bátyja, Ross iránt.

## Chandler és Monica
A negyedik évad végén, míg Ross londoni esküvőjén vannak, Monica viszonyt kezd közeli barátjával, Chandlerrel. Egymásba szeretnek, majd összeköltöznek, kényszerítve Rachelt, hogy költözzön ki. Összeházasodnak és ahogy a legutolsó epizódban láthatjuk, megszületik az általuk örökbefogadott ikerpár, Erica és Jack is („Csak egyet rendeltünk!”).
Az eljegyzésük Monica egykori barátja, dr. Richard Burke miatt majdnem meghiúsult, amikor is megpróbált visszatérni Monica életébe. Jelentős korkülönbség volt közöttük (21 év – Richard Monica szüleinek barátja), de a második évad alatt egymásba szerettek. Ugyanennek az évadnak a végén szakítottak azzal az indokkal, hogy Richard nem akart gyereket, hiszen volt már neki – kettő: Dr. Timothy Burke és Michelle Burke, akik egyidősek Monicával – és idősnek érezte magát a gyerekvállaláshoz. A hatodik évadbeli találkozásuk újra fellobbantja Richardban a Monica iránti vágyat, és meg is mondja Monicának, hogyha gyerek kell ahhoz, hogy újra együtt lehessenek, hát megteszi. Mikor Richard tudomására jutott, hogy Chandler meg akarja kérni Monica kezét, félreállt, így már senki és semmi nem állt a boldogságuk útjába.

## Személyisége
Monica már-már komikusan megszállott lakásával kapcsolatban, már szinte a takarítás gondolatát is élvezi (úgy beszél a vegytisztítóról, mint az ő Disneylandjéről). Személyisége jellege az idő elteltével egyre túlzóbbá válik. Az egyik epizódban például kiderül, hogy a törölközőit 11 kategóriába sorolja, mint „hétköznapi”, „ünnepi”, „vendég”, „ünnepi vendég” stb. Mindent felcímkéz a fényképektől az edényekig. Chandler már azzal fel tudta ébreszteni, hogy elhintette azt a mondatot – miközben kávéért ment –, hogy „Lehetséges, hogy nem fogom szétszórni a kávét a padlón”. Mikor Ross elárulja neki, hogy az aktuális barátnője egy hihetetlenül rendetlen lakásban lakik, Monica elmegy a lányhoz, hogy kitakarítsa a lakását, mert nem tud aludni a gondolattól. Még odáig is eljut a mániája, hogy a takarítógépeket is takarítja – morzsaporszívóval a porszívót – azt kívánva, hogy bárcsak lenne még a morzsaporszívónál is kisebb gépezet, amivel azt is le tudná takarítani. A nyolcadik évad egyik epizódjában mókás fordulat következik be, mikoris Chandler észreveszi, hogy a fürdőszoba mellett van egy zárt szekrény, amely gyakorlatilag mint lomkamra funkcionált, melyben Monica a nem használt, de kidobni sajnált holmijait tartotta – iszonyú rendetlenségben.
Versenyzési mániáját támasztja alá az az eset, mikor állítólag egy idegesebb állapotában az activity közben még egy tányért is elhajított. Azt is mondta: „A szabály irányt mutat a szórakozásnak!”. Szintén bizonyságát adja – látszólag törékeny termetének ellenére – lenyűgöző atletikus képességeinek, mely versenyszellemével párosulva igen ijesztővé teszi még a barátai előtt is: gyerekkorukban egyszer betörte Ross orrát egy csúnya esetté fajult amerikaifutball-meccsen.
Azonban Chandler elmondása szerint "Vicces, okos és gyönyörű... .........de ő már ott van, ő már anya, gyermek nélkül." Férjével később kiköltöznek a városból, egy családi kertesházba "...van egy ösvény egészen a patakig, na és azok a vén juharfák..." Phoebe meg is jegyzi "..hagyd már a természetet mi vagy te hód?.." Gyermekei neve Erika és Jack. Egyébként nagyszerű szakács, minden alkalommal ízletes ételeket készít. Még egy iszonyúan rossz mocsoládéból is megpróbál kihozni valamit, de ez nem sikerül neki, hiszen a mocsoládé magában is borzalmas...

## A kövér Monica
Már a korai epizódokban fény derül a tényre, hogy Monica gyermekként, majd tinédzserként is igencsak elhízott volt. Mikor csatlakozott a Barna Madarakhoz (amolyan cserkészegyesület lányoknak), az összes sütit megette, amit inkább eladnia kellett volna. Mikor a gyephoki csapat kapusa volt, beceneve a „Nagy Kövér Kapus” volt, és a túlméretezett gimis egyenruhája egy háztartástan óra különleges tananyaga volt. Súlyát egészen 18 éves koráig tartotta, azt követően, mikor meghallotta egy beszélgetés közben, hogy Chandler kövérnek nevezte, mindössze egy év alatt leadta fölös kilóit.
A sorozat írói gyakran használtak visszaemlékezéseket, hogy bemutassák a kövér Monicát. Egy alkalommal, mikor a csapat Rachel és Monica régi szalagavatós videófelvételeit nézte, Joey elkiáltotta magát: „Egy csaj megette Monicát!”. Erre Monica zavarában azt válaszolta, hogy a kamera mindenkit kövérít. Erre Chandler: „Á, mondd csak, itt hány kamera vett itt egyszerre?”. Egy alternatív valóságot ábrázoló részben Monica szintén kövér volt, de ott is séf volt és Joeyval jött össze.

## Munkahely
Monica foglalkozása séf, és mint élete minden területén, itt is megszállott és versenymániás. Kezdetben, mint rosszul fizetett séf dolgozott egy Iridium nevű étteremben. Mikor kirúgták, mert ajándékot fogadott el az egyik beszállítótól, az ’50-es évek hangulatát idéző Moondance Diner étteremben helyezkedett el, ahol szőke parókát, görkorcsolyát és lángálló műmellet kellett viselnie. Az itt töltött idő alatt ismerkedett meg a milliomos Pete Beckerrel. Egy rövid ideig kiszállítással is foglalkozott Phoebe-vel együtt.
Végül egy Allesandro nevű étteremben kapott állást, mint séf, ahol az alkalmazottai eleinte utálták, mivel többnek közülük az apja volt az előző séf, emellett leközölt a helyi lapban egy nem túl hízelgő leírást is az étteremről. Ezt követően azonban Monica felbérelte Joey-t, mint pincért, hogy majd kirúgja, ezzel erősítve a „kemény főnök” imidzsét. A trükk végül eredményesnek bizonyult. Ezt a helyet is ott kellett hagynia, mikor Chandlert Tulsába, Oklahomába helyezték át; ám, mikor felhívott egy fejvadászt, hogy szerezzen neki munkát Tulsában, kiderült, hogy egy felkapott manhattani étterem, a Javu, csakis őt akarja séfnek, amit persze azonnal elfogadott.

## A Geller család
Monica Ross húga, közöttük rengeteg versenyhelyzet adódott a sorozat folyamán. Gyermekkorukban Ross nagyon mostohán bánt Monicával, de ő azóta már megbocsátott neki. Gyakran térnek vissza a gyerekes testvérvitákra, különösen, mikor a szüleik is a közelben vannak. Monica úgy érzi, hogy szülei Rosst favorizálják – anyjuk különösen keményen kritikusa, gyakran elfelejti egyáltalán azt is, hogy két gyereke van. Anyja állandóan a házassággal nyaggatja. Apja zsidó származású, egyszer (7. évad 10. rész) Monica is megemlíti, hogy részesült a zsidó lányok vallási beavatásában (bát micvá), zsidóságára a csapat más tagjai utalnak olykor, mint például Phoebe a karácsonyi dalban: „Boldog Hanukát, Monica”, vagy Chandler: „...mert te zsidó vagy, Monica!” (10. évad, 9. rész)

## Egyéb
- Maggie Wheeler szintén részt vett a ’Monica szerep’ meghallgatásán, de csak mint visszatérő szereplőt alkalmazták Janice szerepében.
- Monica azért fogyott le, mert kihallgatott egy beszélgetést, Chandler első, a Geller családnál töltött hálaadásnapi vacsoráján. Gyakorlatilag itt dőlt el az is, hogy séf lesz, mert Chandlernek nagyon ízlett Monica sajtos makarónija, és viccből azt tanácsolta neki, hogy legyen séf.
- Monica lakása volt a sorozat egyik központi helyszíne. Sok kritikus illette kérdésekkel a sorozat íróit, hogy hogyan tud Monica fenntartani egy ilyen lakást a séf fizetéséből. Ezért találták ki azt a magyarázatot, hogy Monica illegálisan fogad albérlőt abban a lakásban, amelyben azelőtt nagymamája lakott, aki Floridába költözött. Az utolsó epizódban Chandler meg is jegyzi, hogy pofátlanul drága volt a fenntartása.
- A tény, hogy Monica és Chandler egyik örökbefogadott gyermeküket Jack-nek nevezték el, igen furcsa, tekintve, hogy az apja még életben van. A zsidók gyermekeiket hagyományosan halott rokonok után nevezték el, így egy élőről elnevezni egy gyereket amolyan rosszkívánságnak számít (ám ha figyelembe vesszük, hogy Jack régebben utálta Chandlert, és Monica mindig úgy érezte, hogy Ross-t jobban szeretik, nem is lenne furcsa…).
- A sorozat írásának korai szakaszában a fő szerelmi szál nem Rachel és Ross közötti lett volna, hanem Monica és Joey között.
- Bár Rachel és Monica a legjobb barátnők, elbeszéléseikből kiderül, hogy nem ritkán törtek egymás orra alá borsot: Rachel ál-szerelmes leveleket írt Monica-nak, Monica lefeküdt Rachel dobott pasijával, stb. A sorozat folyamán is sokszor egymásnak esnek.